# Demain ça ira
Albums de Jul
Loin du monde
(2020) Indépendance
(2021)
Singles
1. Alors la zone
Sortie : 7 juin 2021
2. Je n'ai pas que des potes
Sortie : 18 juin 2021
3. Le bouton
Sortie : 24 juin 2021
4. Pic et pic, alcool et drame
Sortie : 4 juillet 2021

Demain ça ira est le quinzième album studio du rappeur français Jul. Il est sorti le 25 juin 2021 sous le label D'or et de platine.

## Genèse
Deux mois après son Album Gratuit Vol. 6, Jul commence à teaser la sortie de cet album.
Le titre Demain ça ira, fait référence à la situation liée notamment à la crise sanitaire du moment ainsi qu'aux problèmes de la vie de tous les jours. Jul, veut avec cet album apporter une note d'espoir pour l'avenir. C'est pour cela que sur la pochette on le voit masqué avec des lunettes de soleil et des décors sombres derrière lui, tandis que lorsque l'on se procure la pochette de l'album et que l'on zoome dessus via l'application, les lunettes et le masque disparaissent, et un ciel bleu et un soleil apparaissent.  
Début juin, il annonce la date de sortie de l'album prévue pour le 25 juin, avec comme premier single Alors la zone.
Le 17 juin, il dévoile la tracklist de l'album, qui contient dix-huit pistes dont deux featurings, avec Naps et Nordo.
Le lendemain, il sort le clip Je n'ai pas que des potes sur YouTube, quelques heures après avoir dévoilé le titre sur les plateformes de streaming à Minuit.
Le 24 juin, soit la veille de la sortie de l'album, il sort le clip Le Bouton.
Le 4 juillet, il sort le clip Pic et pic, Alcool et drame.
Le 9 juillet, il sort le clip John, bonus en guise de remerciement à ses fans pour le disque d'or de l'album.

## Accueil commercial
En trois jours, l'album s'écoule à 15 667 exemplaires.
Une semaine après sa sortie, l'album s'écoule à 33 312 exemplaires.
En 14 jours, l’album est certifié disque d'or en passant la barre des 50 000 exemplaires vendus.
L'album est certifié disque de platine le 10 août, en passant la barre des 100 000 exemplaires vendus. Il s'agit du 17e disque de platine de la carrière de Jul, il se classe derrière Johnny Hallyday, recordman absolu en France avec 30 disques de platine. Il est certifié double disque de platine un an après sa sortie.

## Liste des titres
| No  | Titre                              | Compositeur(s)                  | Durée |
| --- | ---------------------------------- | ------------------------------- | ----- |
| 1.  | Alors la zone                      | Jul, SMR                        | 3:25  |
| 2.  | Assassinat                         | Jul                             | 2:58  |
| 3.  | Le bouton                          | Jul                             | 3:08  |
| 4.  | Je kill au mic                     | Jul, Djee Beats                 | 4:44  |
| 5.  | Pic et Pic Alcool et Drame         | Jul, Nas Prod                   | 3:16  |
| 6.  | Je n'ai pas que des potes          | Jul                             | 3:18  |
| 7.  | Rosé Jetski Playa                  | Jul, Kisum Beatz, Toto Beat     | 2:51  |
| 8.  | Tragique                           | Jul                             | 2:38  |
| 9.  | Transporteur                       | Jul                             | 3:29  |
| 10. | Tereza                             | Jul                             | 3:05  |
| 11. | Je m'endors mal luné (feat. Nordo) | Jul, Dks, Max, Medi Meyz, NORDO | 2:21  |
| 12. | Limitless                          | Jul, Stef Becker                | 3:24  |
| 13. | G-Shock                            | Jul                             | 3:14  |
| 14. | C'est la cité (feat. Naps)         | Jul, Naps                       | 3:44  |
| 15. | Tchyco                             | Jul                             | 3:32  |
| 16. | Mental D'or et de Platine          | Jul, 71 Beatz                   | 2:37  |
| 17. | Cassage de Nuques, Pt. 4           | Jul                             | 2:59  |
| 18. | Finito                             | Jul                             | 7:54  |
| 19. | John                               | Zaka2054, Abys One              | 3:22  |

## Titres certifiés en France
- Alors la zone  Diamant[15]
- Pic et Pic, alcool et drame  Diamant[16]
- Assassinat  Or[17]
- C'est la cité (feat. Naps)  Platine[18]
- Limitless  Or[19]
- Rosé jetski playa  Or [20]
- Le bouton  Or [21]
- Je kill au mic  Or [22]

## Clips vidéos
- Alors la zone : 7 juin 2021
- Je n'ai pas que des potes : 18 juin 2021
- Le bouton : 24 juin 2021
- Pic et pic, Alcool et drame : 4 juillet 2021
- John : 9 juillet 2021

## Classements et certifications

### Classements
L'album se classe en première position pendant trois semaines après sa sortie,,. Il se classe ensuite à la seconde place, de la semaine du 23 juillet à la semaine du 6 août, puis redevient numéro 1 lors de la semaine du 13 août et du 20 août,.

### Certifications et ventes
| Région        | Certification | Ventes/Streams |
| ------------- | ------------- | -------------- |
| France (SNEP) | 3 × Platine   | 300 000        |